# George Ernest Gibson
George Ernest Gibson (Edimburgo, Escócia, 9 de novembro de 1884 – 26 de agosto de 1959) foi um químico nuclear estadunidense nascido na Escócia.

## Vida
George Ernest Gibson nasceu em Edimburgo, Escócia, e educado parcialmente na Alemanha onde frequentou a escola em Darmstadt, completando a formação escolar em Edimburgo. Estudou química na Universidade de Edimburgo, obtendo um B.Sc. em 1906. Foi orientado por Otto Lummer na Universidade de Wrocław, obtendo um Ph.D em 1911, onde foi depois lecturer durante dois anos antes de retornar para a Universidade de Edimburgo em 1912.

## Trabalho
Em 1913 tornou-se professor da Universidade da Califórnia em Berkeley. Dois de seus alunos receberam o Nobel de Química, William Francis Giauque e Glenn Theodore Seaborg. Em 1927 trabalhou um ano com Walter Heitler na Universidade de Göttingen com uma bolsa Guggenheim. Aposentou-se em 1954 e morreu em 1959.

## References
- George Ernest Gibson, Chemistry: Berkeley